# Gremio dei conciatori
Il gremio dei Conciatori è stata un'antica corporazione di Arti e Mestieri della città di Sassari.

## Notizie storiche
Il gremio era uno degli 8 che sciolsero alla Vergine l'originario voto contro la peste a Sassari ed era dunque un gremio di candeliere.
Si è a conoscenza di uno statuto che lega questo gremio a quello dei Calzolai e dei Miniatori di Pelli tra l'altro successivamente uniti anche senza i conciatori. Questo statuto risale al 1548 e mette i gremi sotto la protezione dei Santi Salvatore e Lucia.
Tuttavia in un altro statuto Calzolai e Miniatori sono distaccati e non compare più San Salvatore come patrono.
Il gremio scomparì nel XX secolo forse a metà dello stesso ma già da lungo tempo non partecipava più alla discesa.

## Patrono

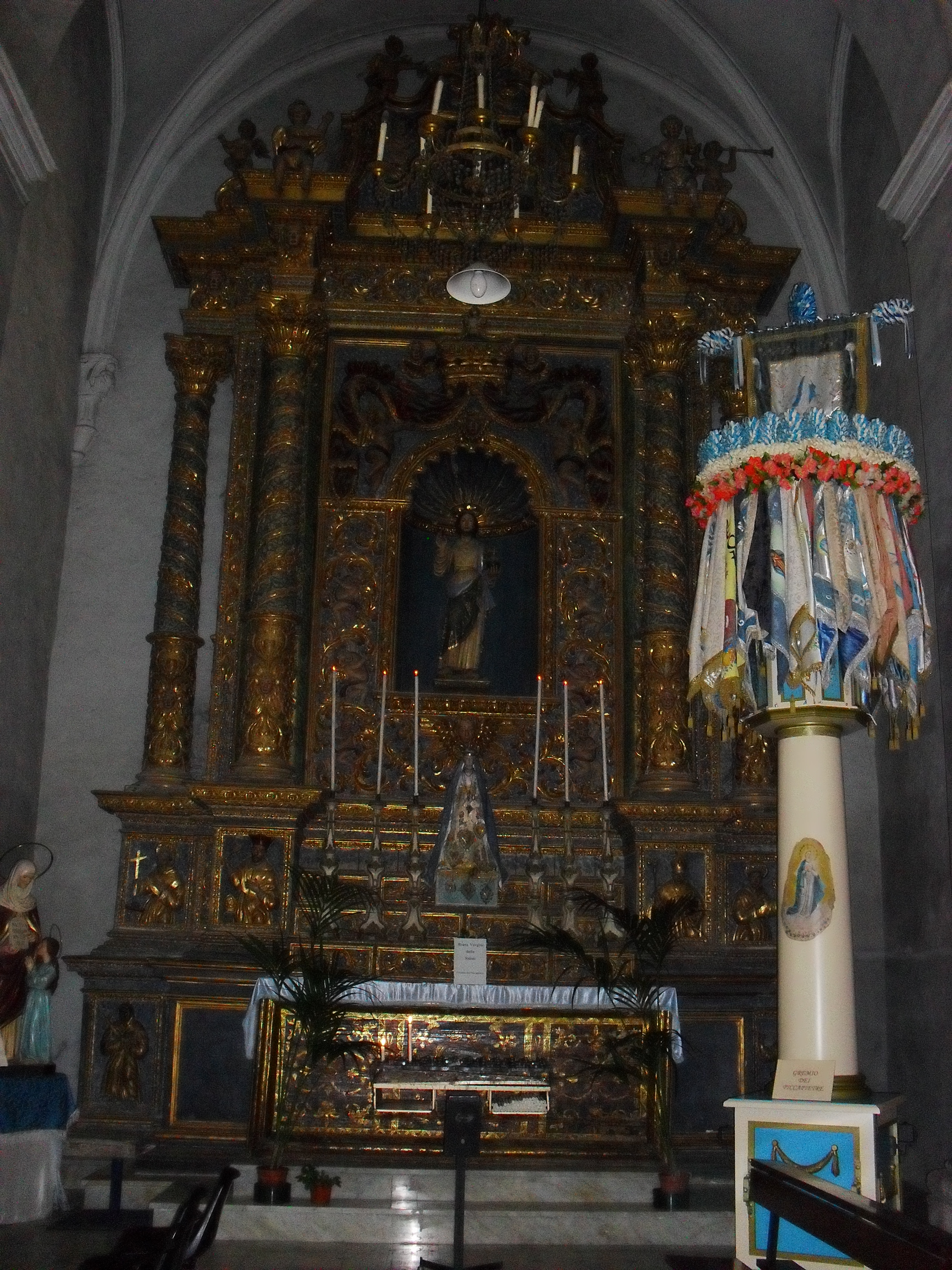
Cappella del gremio, dal 1992 dei Piccapietre

Il patrono del disciolto gremio era Il Salvatore. Il San Salvatore festeggiato dalla chiesa cattolica è infatti San Salvatore da Horta le cui spoglie sono conservate in Sardegna, a Cagliari, e il cui cuore fu trafugato e portato a Sassari, ma che venne canonizzato solo nel 1938.
Non conosciamo il giorno dei festeggiamenti. 
Nel libro Sassari Vecia e Noba del poeta e scrittore Salvator Ruju -in particolare nella prefazione scritta dalla studiosa Caterina Ruju - si menziona Sant'Anna e la sua cappella, oggi non più esistente, come patrona dei conciatori. Oggi invece è compatrona del Gremio dei Piccapietre.

## Cappella
La cappella del gremio è denominata del Salvatore o di San Salvatore ed è la Prima a destra entrando a Santa Maria di Betlem in Sassari. È dal 1992 ad uso del Gremio dei piccapietre che dai conciatori ricevettero in dono uno spadino al momento della loro fondazione. A suffragare la prima tesi sopradescritta è il fatto che nella nicchia dell'altare della cappella vi è una pregiata statua del Cristo.
Ultimato il restauro della chiesa di Santa Maria di Betlem da parte del frate Antonio Cano negli anni 1829-1834, i Conciatori lasciaro l'antica cappella che avevano nel chiostro per insediarsi in quella attuale.  
Il simulacro - Il simulacro del Salvatore, loro patrono, forse quello che vediamo ancora nella cappella in Santa Maria di Betlem, fu venerato nella chiesa omonima dalla seconda metà del XVII secolo fino alla prima metà del 'Settecento (questa chiesa edificata dal medico sassarese Salvatore Della Croce, si trovava dove oggi è la sacrestia della chiesa delle Monache Cappuccine), Passato a miglior vita il Della Croce, il figlio vendette il simulacro del Salvatore al gremio dei Conciatori.

## Candeliere
Il gremio, che era uno degli otto che per primi sciolse il voto alla Vergine, era dotato ovviamente anche di un candeliere. Tuttavia molto presto il gremio non comparve più nella lista di coloro che scioglievano il voto tramite la macchina a spalla e si hanno tuttavia notizie dell'attività che il gremio comunque continuò a svolgere a Sassari.
Non si hanno più notizie dunque del candeliere che sarebbe dovuto appartenere al Gremio.